# Интернациональное движение трудящихся Эстонской ССР
Интернациональное движение рабочих Эстонской Советской Социалистической Республики (эст. Eesti NSV Töötajate Internatsionaalne Liikumine) (Интердвижение) (эст. Interliikumine) — политическое движение и организация в Эстонской ССР, членами которого по разным данным было 16 000—100 000 человек. Основано 19 июля 1988 года Первоначально движение называлось «Интерфронт» (Интернациональный фронт трудящихся Эстонской Советской Социалистической Республики), но осенью 1988 года был переименовано в «Интердвижение».

## История
Движение поддерживалось консервативным крылом Коммунистической партии Эстонии и выступало против эстонского движения за независимость под руководством Народного фронта Эстонии и либерального крыла КПЭ. Интердвижение не воспринималось как организация, построенная на националистических принципах, и получило поддержку этнических эстонцев. Оно также включало много сторонников из числа этнических неэстонцев. Лидером движения был Евгений Коган. Коган также был одним из лидеров фракции «Союз» в составе Съезда народных депутатов СССР. Другими лидерами Интердвижения были директор завода «Двигатель» Владимир Яровой, Арнольд Сай, Владимир Лебедев и экономист Константин Кикнадзе.
Интердвижение функционировало на промышленных предприятиях, в основном, на военных заводах и фабриках. Эти заводы были ориентированны для нужд всего СССР и являлись частью объединённой производственной цепочки с предприятиями других советских республик. Из этих же республик в основном и приезжало население для работы на заводах. К этим заводам относятся, например, завод союзного значения «Двигатель», электротехнический завод «Tondi Elektroonika», а также горнодобывающая промышленность в Северной Эстонии.
С восстановлением независимости Эстонской Республики, были опасения, что независимость приведет к потере рабочих мест. На самом деле, после обретения независимости во многих отраслях была проведена реструктуризация и переориентирование на новые рынки. Однако, в большинстве случаев резко сократилось производство и было уволено много людей, многие из которых ранее приехали из других республик Советского Союза.
В 1989 году на выборах на Съезд народных депутатов СССР кандидаты от Интердвижения в Эстонии завоевали 6 мест из 36, против 27 полученных Народным фронтом.
С 29 августа 1990 года до 21 августа 1991 года Интердвижение вело вещание с радиостанции «Надежда», в обход обычной процедуры получения лицензии. Разрешение было получено от руководства Советского Союза без информирования местных властей Эстонии. По распоряжению министра обороны СССР Дмитрия Язова, радиостанция была установлена на территории советской военной базы в Кейла, недалеко от Таллина
В 1995 году эстонское государство приняло «Закон о гражданстве», базирующийся на так называемом «праве крови». Согласно новому закону, граждане СССР, никогда не имевшие гражданства Эстонской Республики и не являющиеся потомками граждан, в том числе около 500 000 этнических русских, проживающих в Эстонии, стали рассматриваться как иностранцы. Высказывались опасения, что новые иностранцы столкнутся с возможностью высылки с территории Эстонии. Однако, эти опасения оказались необоснованными, и лица, постоянно проживающие на территории Эстонии со времени Советского союза и не являющихся гражданами, получили долгосрочный вид на жительство.
В ответ на действия правительства, Юрий Мишин и другие бывшие активисты Интердвижения потребовали региональной автономии для русского меньшинства в Эстонии, в Северо-Восточной Эстонии — в районе с численным преобладанием этнических русских.
По этому вопросу в Нарве был проведён референдум, признанный неконституционным. Высказывались опасения, что правительство Эстонии может применить силу, чтобы предотвратить плебисцит, но они оказались необоснованными и референдум состоялся 16-17 июля 1993 года. По утверждению члена комиссии, всего в Нарве и Силламяэ приняли участие 53,2 % избирателей и за автономию проголосовали 98 % всего (97,2 % в Нарве). Однако правительство, решив, что участвовало не большинство населения, потребовало роспуска Нарвского городского собрания, предоставившего материальную поддержку сепаратистам.
Интердвижение не было построено на этнических принципах и имело среди своих сторонников этнических эстонцев. Тем не менее, из 742 делегатов первого съезда 5 марта 1989 года, было лишь 11 этнических эстонцев. Это движение поддерживали Густав Наан и Владимир Хютт. Активистами Интердвижения также были Арнольд Сай, Лембит Аннус и Вальтер Тутс Подобные организации существовали в Латвии (Интерфронт), Литве («Единство»), Молдавии («Unitate-Единство») и Донбассе (Интердвижение Донбасса). Они придерживались консервативных коммунистических взглядов и боролись за сохранение Советского Союза. Будучи привержены территориальной целостности СССР, они заключали альянсы с русскими националистическими организациями.

## Критика
Согласно мнению критиков, целью движения было защитить консервативные советские ценности и сделать все возможное, чтобы блокировать действия Народного фронта. По словам бывшего генерала КГБ Олега Калугина, Интердвижение в Эстонии и в других частях СССР было установлено по инициативе КГБ, в качестве противовеса Народным фронтам, воспринимаемым как националистические организации. Несмотря на стереотипные представления о русскоязычных, как о силе, противодействующей эстонскому движению за независимость, организации Интердвижения никогда не были массовыми и участие в них в значительной степени ограничивалось членами партийного аппарата и руководителями предприятий. Один из инициаторов создания Народного фронта Р. Григорян в дальнейшем так оценил его деятельность:
Нельзя сказать, что в программе и лозунгах интердвиженцев всё было неправильно. Например, полностью сбылись их опасения, что эстонский язык будет насаждаться, а за его незнание людей будут увольнять с работы. Или, что русскоязычные люди будут лишены политических прав (гражданства) и превратятся в людей второго сорта, что будут закрываться русские школы и т.д. Но если бы лидеры Интердвижения действительно беспокоились о правах человека, с ними можно было бы найти общий язык. Однако они думали не о людях. Для них, как и для национал-радикалов, люди были не целью, а средством. Их больше беспокоила судьба КПСС, советской империи, красного знамени, марксизма-ленинизма и т.д. Эти «защитники» коммунизма фактически защищали даже не коммунизм, ибо они сами не знали, что это такое, а своё привилегированное место в системе.
«Анатомия независимости»

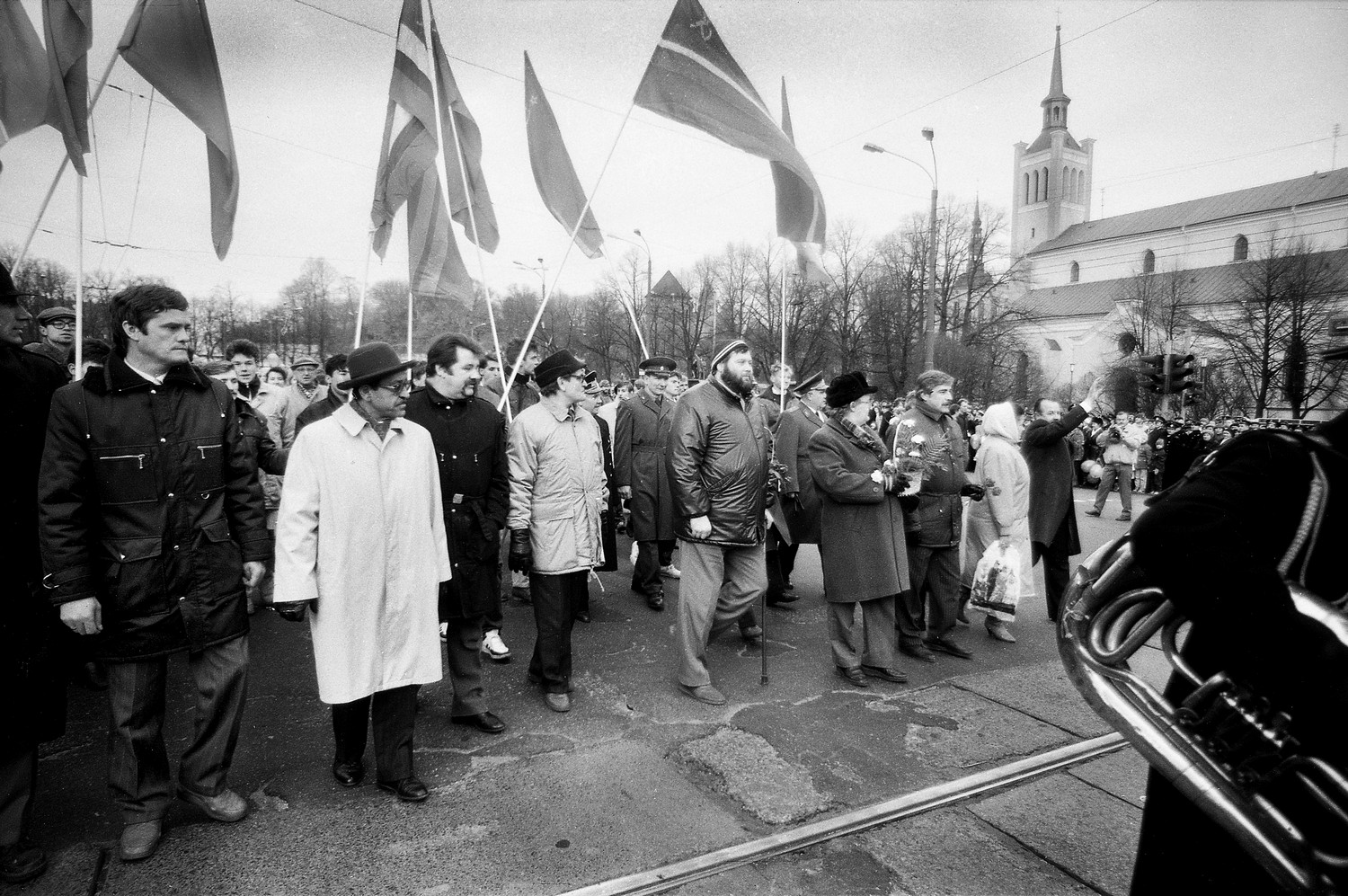
Участники «Интердвижения» на площади Победы после военного парада 9 мая 1990 года, Таллин
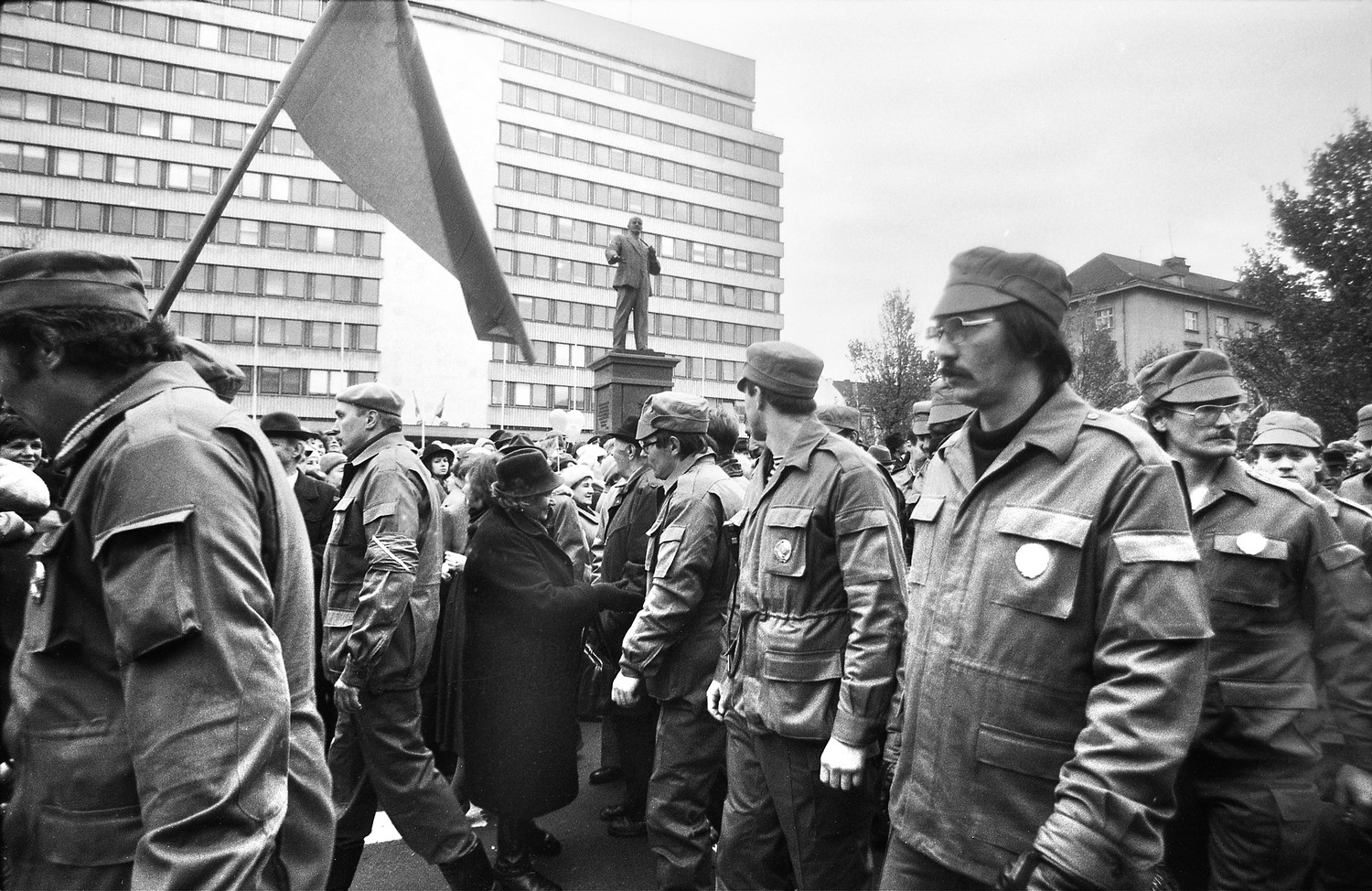
Шествие участников «Интердвижения» перед зданием ЦК КПЭ 9 мая 1990 года, Таллин
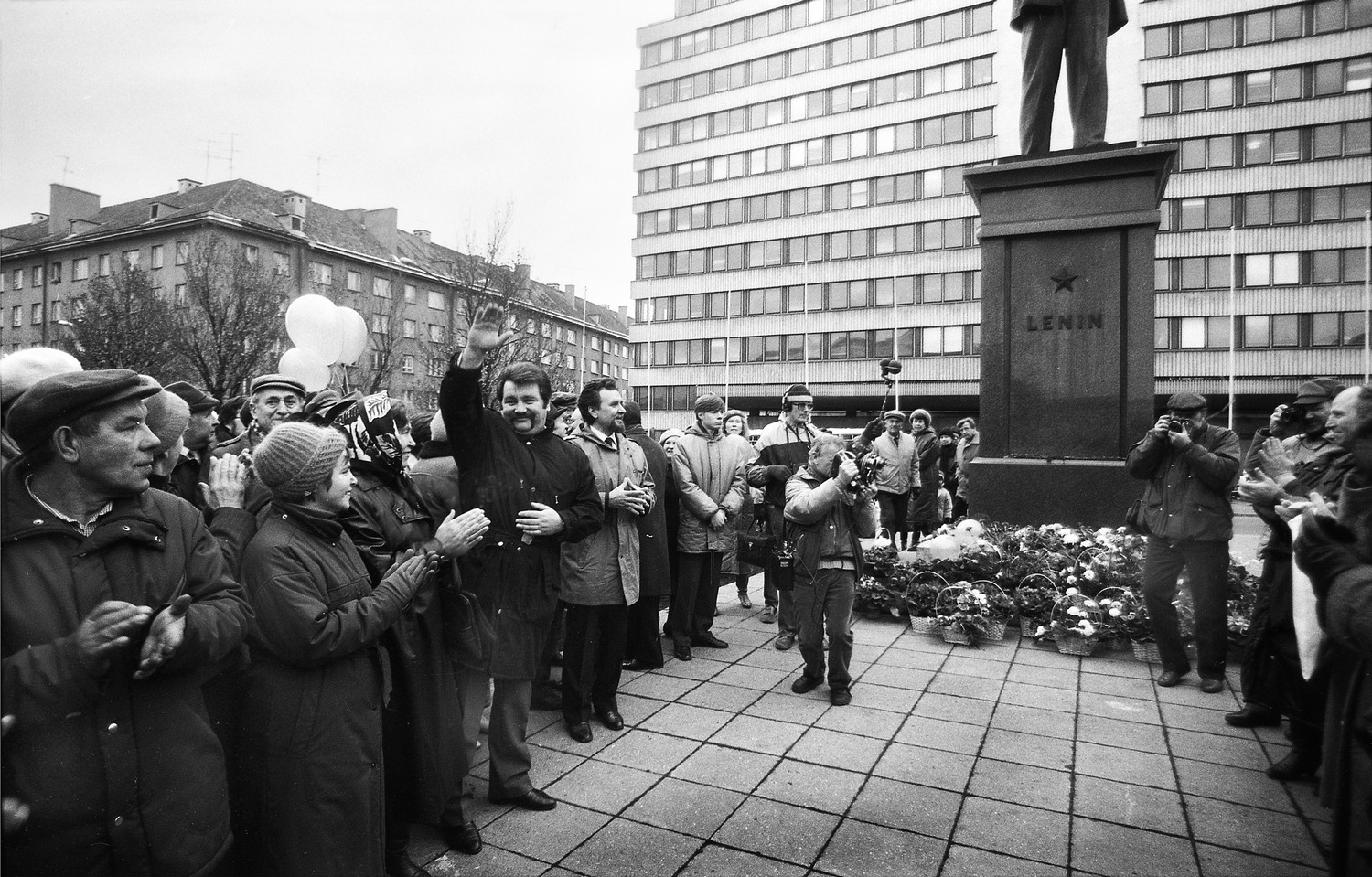
Митинг «Интердвижения» 9 мая 1990 года, Таллин
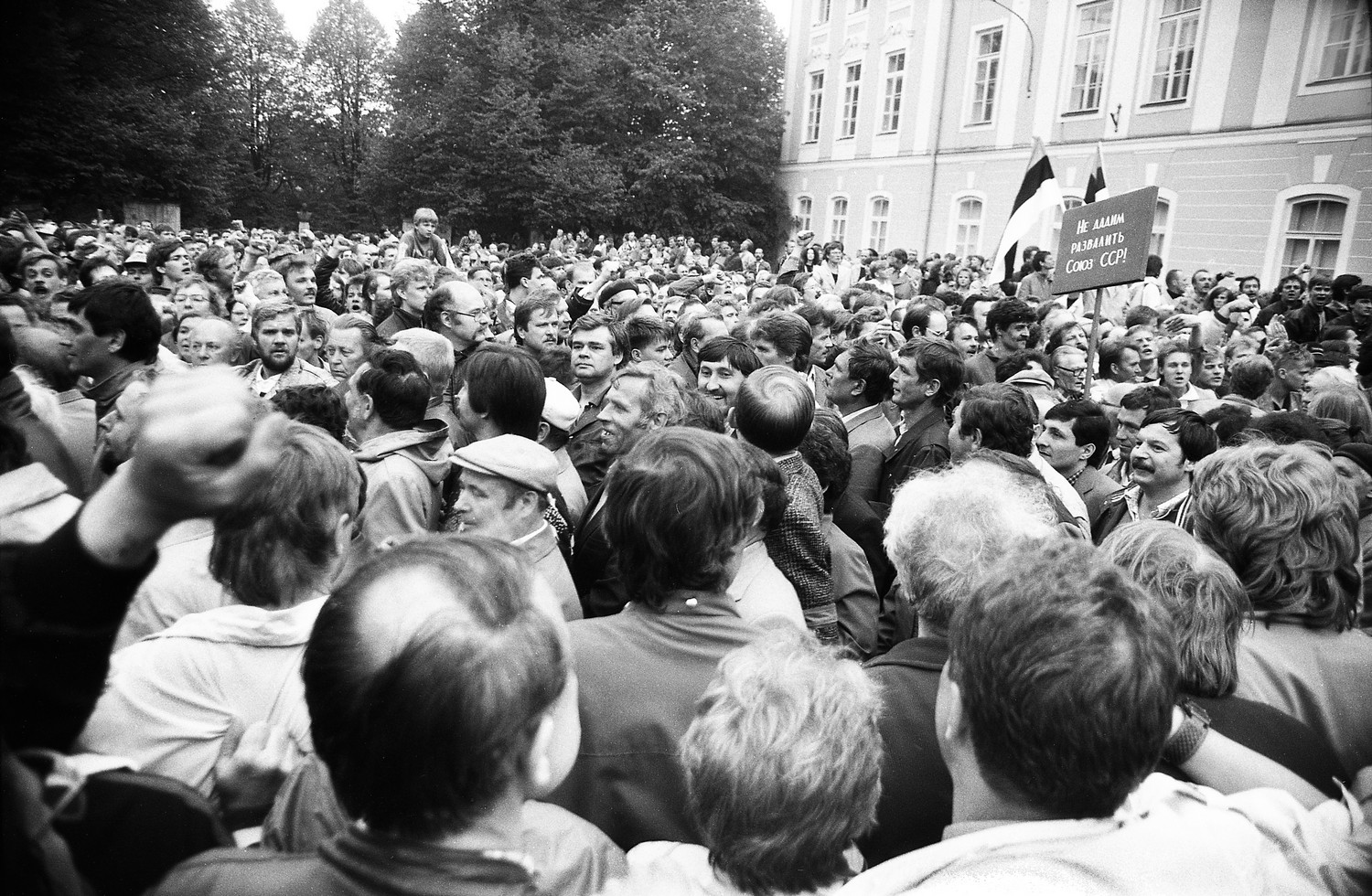
Вытеснение участников «Интердвижения» членами «Народного фронта» с Тоомпеа, 15 мая 1990 года